# Campeonato Mundial de Biatlón de 1961
El III Campeonato Mundial de Biatlón se celebró en Umeå (Suecia) el 25 de febrero de 1961 bajo la organización de la Unión Internacional de Biatlón (IBU) y la Federación Sueca de Biatlón. 

## Resultados

### Masculino
| Evento                   | Oro                                                                   | Plata                                                             | Bronce                                                           |
| ------------------------ | --------------------------------------------------------------------- | ----------------------------------------------------------------- | ---------------------------------------------------------------- |
| 20 km individual (25.02) | Kalevi Huuskonen · Finlandia · 1:32:11                                | Alexandr Privalov URSS 1:35:07                                    | Paavo Repo · Finlandia · 1:35:20                                 |
| Equipo (25.02)           | Finlandia · Kalevi Huuskonen · Paavo Repo · Antti Tyrväinen · 4:45:38 | URSS Alexandr Privalov Valentin Pshenitsyn Dmitri Sokolov 4:51:35 | Suecia · Klas Lestander · Tage Lundin · Stig Andersson · 5:06:11 |

1. ↑  La prueba por equipo consistió en la suma de los tiempos de los tres biatletas de cada país que participaron en la prueba individual.

## Medallero
| Núm. | País      | Oro | Plata | Bronce | Total |
| ---- | --------- | --- | ----- | ------ | ----- |
| 1    | Finlandia | 2   | 0     | 1      | 3     |
| 2    | URSS      | 0   | 2     | 0      | 2     |
| 3    | Suecia    | 0   | 0     | 1      | 1     |
|      | TOTAL     | 2   | 2     | 2      | 6     |